# Egypt Independent
Egypt Independent é um jornal online que anteriormente publicava uma edição semanal em inglês de 24 páginas no jornal egípcio Al-Masry Al-Youm.

## História
A 24 de novembro de 2011, publicou-se a primeira edição impressa de Egypt Independent. Tinha evoluído desde a edição em inglês do Al-Masry Al-Youm, que se publicou como um suplemento semanal nesse jornal.
Após o editor chefe do Al-Masry Al-Youm ter proibido a publicação da sua segunda edição, o Egypt Independent adquiriu a sua própria licença e retomou a publicação da sua edição semanal independentemente do Al-Masry Al-Youm, em 2012.
Em abril de 2013, a gerência da Al-Masry Média Corporation informou à equipa editorial do Egypt Independent que a operação de notícias impressas se estava a encerrar, ainda que o website continuasse a publicar novas histórias, diariamente.
Em junho de 2013, alguns ex empregados do Egypt Independent, incluindo a editora gerente Lina Attalah, começaram a publicar sob o Mada Masr.

## Acusações de censura interna
No dia 1 de dezembro de 2011, o editor-em-chefe do Al-Masry Al-Youm opôs-se e finalmente censurou uma edição impressa do Egypt Independent.
O segundo número do Egypt Independent foi publicado num artigo de opinião por Robert Springborg, um politólogo e experiente em relações civis-militares egípcias, que criticava o Conselho Supremo das Forças Armadas que tinha governado o Egipto desde a saída em fevereiro de 2011 do ex presidente Hosni Mubarak. Springborg e o pessoal independente do Egypt Independent colaboraram para modificar as secções ofensivas no artigo de opinião, no entanto, o segundo número não pôde ser publicado. O próprio professor Springborg foi acusado de ser um «conspirador contra a estabilidade do Egipto» na edição em árabe do Al-Masry Al-Youm do 7 de dezembro de 2011.
O episódio de auto-censura fez com que o pessoal do Egypt Independent escrevesse que «inclusive após o dia 25 de janeiro, a auto--censura ainda afecta os meios de comunicação egípcios. Como jornal egípcio, nós também sofremos por isso. Mas se a auto-censura internaliza-se e não desaparece, inquestionavelmente, se converte numa prática irreversível. Negamos-nos a permitir que isto se suceda».